# Mallorquinisme
El mallorquinisme polític és el moviment que propugna el reconeixement de la personalitat política i cultural de Mallorca. Històricament, el mallorquinisme cultural i polític neix amb la Renaixença i ha mantengut una estreta relació amb el catalanisme i el valencianisme.

## Orígens
Normalment es posa com a data de naixement la publicació de La cuestión regional (1898) de Miquel dels Sants Oliver. S'emmarca dins el Desastre de 1898, l'ambient regeneracionista i l'aparició d'una nova generació d'intel·lectuals modernistes que volien treure Mallorca de l'endarreriment i el provincialisme; els màxims representants foren Miquel dels Sants Oliver, Guillem Forteza Pinya, autor de l'obra "Pel ressorgiment polític de Mallorca" i Gabriel Alomar i Villalonga.

## La Restauració: 1898-1931
La proposta de crear una organització política regionalista no tingué resposta en els ambients del partits dinàstics. En canvi els republicans federals acolliren la proposta, d'ençà algun temps ja compartien algunes qüestions, coincident en el seu domini de l'ajuntament de Palma fins a 1905. Algunes figures són Lluís Martí i Antoni Villalonga Pérez.
A partir de 1909 apareix una nova generació de mallorquinistes de tendència més conservadora i lligats al moviment literari de l'Escola Mallorquina. Aquest grup tenia com a protagonistes a Antoni Maria Alcover, Maria Antònia Salvà o Joan Alcover. Es presentà una candidatura a les eleccions municipals de Palma el 1909 anomenada l'Espurna. Tot i que fracassà aconseguí el suport de sectors eclesiàstics i també d'alguns republicans federals.
Un referent important és el balearisme impulsat pel polític liberal Lluís Alemany i Pujol com a pensament contrari al catalanisme durant la Restauració. Fins i tot intentà sense èxit una mancomunitat balear (1916).
Després d'aquests intents el mallorquinisme no reeixí fins a la fundació del Centre Regionalista de Mallorca (1917). Aquesta va ser la primera organització política netament mallorquinista nasquent a l'entorn de la publicació La Veu de Mallorca. El principals impulsors foren Guillem Forteza Pinya, Miquel Ferrà, Joan Pons i Marquès o Joan Estelrich. El Centre acostà posicions amb la Lliga Regionalista de Cambó, el maurisme i fins i tot donà suport al Bloc Assembleista.
El 1919 fou un any de convulsions dins el mallorquinisme. Per una part l'aliança de republicans federal, reformistes i regionalistes defensaren l'autonomia de Mallorca en la Coalició Mallorquinista i amb la fracassada Mancomunitat d'Ajuntaments Rurals de Mallorca. A finals del 1919 el Centre patí les desavinences entre el sectors més progressistes, Miquel Ferrà, que es declaraven antimonàrquics, i el més conservadors. Finalment Guillem Forteza i el seu grup s'uniren al Partit Liberal de Joan March.
A partir de llavors va ser el republicanisme federal que retornà a brandir la senyera mallorquinista amb la incorporació de personatges com Emili Darder o Pere Oliver Domenge
La dictadura de Primo de Rivera suposa la suspensió de l'activitat política però no de la cultural que patí un important impuls. Això fou gràcies a la fundació de l'Associació per la Cultura de Mallorca (1923) que uní sota l'activitat cultural a tot el mallorquinisme tant progressista com conservador. L'associació, encara que patí algun tipus de repressió, seguí publicant L'Almanac de les Lletres i a partir de 1928 La Nostra Terra.
Un cop acabada la dictadura i abans de l'arribada de la Segona República Espanyola es fundaren dues organitzacions mallorquinistes de caràcter conservador. El Centre Autonomista de Mallorca (centredreta) i el Centre Regionalista (ex-mauristes).

## Segona República: 1931-1936
La liquidació de la monarquia i l'arribada del nou règim obri la porta a una ampliació de llibertats que afavoriren al mallorquinisme cultural. Però en l'espectre polític la polarització entre dretes i esquerres obliga al mallorquinisme a alinear-se a un costat a un altre.
En el mallorquinisme conservador, els autonomistes i els regionalistes s'uniren en el Partit Regionalista de Mallorca, seguint els consells de Francesc Cambó. Aquesta formació participà en diverses coalicions de dretes a les eleccions a Cort. El seu dirigent Bartomeu Fons fou elegit diputat i s'integrà en el grup de la Lliga.
Els sectors progressistes del mallorquinisme es trobaven el 1931, en la seva majoria, dins el Partit Republicà Federal de Mallorca. La transició cap al lerrouxisme d'aquest partit provocà una escissió dels grups més esquerrans i nacionalistes fundant Acció Republicana de Mallorca. El 1934 es produí una nova organització amb la fundació d'Esquerra Republicana Balear mantenint un important sector mallorquinista. Totes aquestes formacions encara que tengueren poca presència al parlament espanyol si que controlaren alguns ajuntaments de l'illa com el de Palma. El principals dirigent foren Emili Darder, Bernat Jofre o Francesc de Sales Aguiló.
Un dels episodis més coneguts d'aquest període va ser la redacció i fracàs d'un avantprojecte d'Estatut d'Autonomia. La iniciativa s'impulsà des de l'Associació per la Cultura de Mallorca i les cambres econòmiques. Fins i tot se celebrà una assemblea al Teatre Principal de Palma el juny de 1931. La inhibició de Menorca i la poca voluntat de les forces centralistes abocaren al fracàs l'avantprojecte.

## El Franquisme 1936-1975
El triomf de l'alçament militar a Mallorca el 19 de juliol de 1936 suposà la prohibició de qualsevol organització política o cultural de caràcter mallorquinista, així com les seves publicacions. Alguns dirigents foren afusellats (Emili Darder) i molts d'altres hagueren d'exiliar-se (Bernat Jofre o Francesc de Sales Aguiló).
Aquesta situació s'allargà fins a principis dels anys cinquanta i dels anys seixanta amb la creació dels quaderns literaris Ponent (1956) i quan la iniciativa d'alguns intel·lectuals portà a la fundació de l'Obra Cultural Balear (1962)
L'estiu de 1972 es produí una reacció contra el mallorquinisme catalanista en la polèmica d'en Pep Gonella. Es tracta d'un intercanvi de cartes al director del Diario de Mallorca que es considera el moviment fundacional del moviment gonella.
Els darrers anys de la dictadura sorgiren alguns apunts que es poden emmarcar dins un cert autoctonisme. Un exemple és la demanda que feu el procurador a Cort Gabriel Tous (1973) per tal que les illes Balears gaudissin del mateix règim que existia a les illes Canàries des de 1911, especialment pel que fa a la reducció de les tarifes aèries als illencs, però el govern desestimà la proposta.
La Crisi del Petroli i l'aparició dins la política de Josep Melià portaren a una nova demanda de regionalització de les estructures de l'Estat per compensar el greuge de la insularitat.

## Transició i preautonomia: 1975-1983
La mort del dictador Franco obrí la porta al ressorgiment a la vida pública del nacionalisme tant el moderat Aliança Nacional Mallorquina (1975) i com el progressista Partit Socialista de les Illes (1976), precedent del PSM. Una altra formació fou el Grup Autonomista i Socialista de les Illes (1976) que si bé en un primer moment entrà a formar part de l'ANM finalment s'integrà dins el PSI.
L'Església de Mallorca amb el bisbe Teodor Úbeda publicà, juntament amb el bisbe de Menorca Miquel Moncades, la declaració La responsabilitat dels cristians en la promoció de la nostra llengua i cultura (1975). Una altra iniciativa de la societat civil fou el Congrés de Cultura Catalana (1976) que promogué diverses campanyes en els primers anys de la transició.
El 1977 es convocà l'Assemblea Democràtica de Mallorca que sota l'impuls del PSI començà a reclamar l'autogovern per les Illes. Malgrat tot els nacionalistes d'esquerra consideraven insuficient la seva tasca i es decidiren per una via alternativa.
Així doncs el PSI, juntament amb el Moviment Comunista de les Illes Balears, el Partit del Treball d'Espanya i el Partit Socialista d'Alliberament Nacional, es constituïren en Assemblea Popular. La principal realització fou la presentació d'un estatut al santuari de Cura, la proposta incloïa la demanda d'una gran autonomia per cada illa, l'oficialitat de la llengua catalana i la possibilitat de federació dels Països Catalans. Fou rebutjat per les forces d'obediència estatal.
Mentrestant el nacionalisme de centre s'havia unit sota l'impuls de Josep Melià i Climent Garau en el Partit Nacionalista Mallorquí. En els mesos pròxims a les eleccions generals de 1977 aquest sector del mallorquinisme es presentà sota les sigles de la Unió Autonomista de Balears amb l'assoliment de l'autonomia com a principal punt del seu programa.
El Partit Socialista de les Illes es presentà als comicis dins la coalició Unió Socialista juntament al Partit Socialista Popular, el Moviment Socialista de Menorca i el Moviment Socialista d'Eivissa i Formentera.
La candidatura Unió Socialista que a poques setmanes de les eleccions proposà la signatura d'un compromís entre les diferents forces per defensar l'autonomia de les illes a les institucions espanyoles. Finalment la majoria de forces democràtiques signaren el Pacte Autonòmic no sense enfrontaments entre el PSOE i la Unió Autonomista de Balears que veia esvair-se el seu principal punt del programa electoral.
Les eleccions de 1977 deixaren clar el predomini de les forces estatals i del bipartidisme repartint-se els 6 escons (4 per UCD i 2 per PSOE). La primera candidatura amb presència nacionalista fou la Unió Socialista amb un 5,1% dels vots mentre que la Unió Autonomista s'enfonsà amb un discret 3,6%.
La nova situació deixa en una posició dèbil a les forces nacionalistes car es trobaven sense representació institucional. Malgrat tot el 29 d'octubre del 1977 se celebrà la Diada per l'Autonomia a Palma amb l'assistència de 30.000 persones que reclamaven l'autonomia per les illes Balears.
Les forces estatals representades en l'Assemblea de Parlamentaris de les Illes Balears portaren la negociació de l'autogovern amb el principal escull del paper de les illes menors. Finalment el 30 de juny de 1978 fou concedit el règim preautonòmic a les Illes.